# Зажече (Єнджейовський повіт)
Зажече (пол. Zarzecze) — село в Польщі, у гміні Водзіслав Єнджейовського повіту Свентокшиського воєводства.
Населення — 153 особи (2011).
У 1975-1998 роках село належало до Келецького воєводства.

## Демографія
Демографічна структура на день 31 березня 2011 року:
|          | Загалом | Допрацездатний вік | Працездатний вік | Постпрацездатний вік |
| -------- | ------- | ------------------ | ---------------- | -------------------- |
| Чоловіки | 76      | 23                 | 41               | 12                   |
| Жінки    | 77      | 21                 | 32               | 24                   |
| Разом    | 153     | 44                 | 73               | 36                   |